# Liste der Kulturdenkmale in Großstädteln
In der Liste der Kulturdenkmale in Großstädteln sind die Kulturdenkmale des Markkleeberger Ortsteils Großstädteln verzeichnet, die bis Juni 2025 vom Landesamt für Denkmalpflege Sachsen erfasst wurden (ohne archäologische Kulturdenkmale). Die Anmerkungen sind zu beachten.
Diese Aufzählung ist eine Teilmenge der Liste der Kulturdenkmale in Markkleeberg.

## Großstädteln
| Bild                                    | Bezeichnung | Lage                                    | Datierung                                                             | Beschreibung | ID       |
| --------------------------------------- | --- | --------------------------------------- | --------------------------------------------------------------------- | --- | -------- |
| Weitere Bilder                          | Pfarrhaus mit Nebengebäude und Einfriedung                                                                          | Alte Straße 1 (Karte)                   | 1905–1906                                                             | Putzbau mit Klinkergliederung und Wintergarten, Einfriedung in roten Klinkern, orts-, bau- und sozialgeschichtliche Bedeutung. - Pfarramt: zweigeschossig, ausgebautes Dachgeschoss, Bruchsteinsockel, Putzfassade mit Klinkergliederung, weit vorkragendes Dach auf geschnitzten Sparren, zur Alte Straße mit Wintergarten, Traufgesims, Fenster zum Teil alt - Nebengebäude: Putzfassade, Klinkergliederung, Dachgaube Das Pfarrhaus wurde 1905/06 nach Plänen des Leipziger Architekten Paul Lange errichtet. Der zweigeschossige Bau mit ausgebautem Walmdach steht auf einem ausgedehnten Gartengrundstück zwischen Hauptstraße und Alter Straße. Seine Fassaden sind über einem Bruchstein-Klinkersockel verputzt und zeigen einfache Gliederungen in Putz und gelben Klinkern. Die Sparrenköpfe des weit vorkragenden Daches profiliert, nach Norden und Osten Zwerchhäuser. Die Westseite mit überdachtem Eingang und Verandaanbau über beide Geschosse, im Obergeschoss Zierfachwerk. Auf der Nordseite Vorsprung mit dreiteiligem Erdgeschossfenster. Im Innern bauzeitliche Ausstattungselemente wie hölzerne Treppenanlage, Türen und Ornamentfliesen im Eingangsbereich. Nördlich des Pfarrhauses anderthalbgeschossiges Nebengebäude (ehem. Stall und Remise): Putzfassade über Klinkersockel, gelbe Klinkergliederungen, Krüppelwalmdach, Ladeluke. Einfriedung rotes Klinkermauerwerk und steinerne Abdeckplatten, Toreinfahrt an der Alten Straße mit Pfeilern in gelben Klinkern. Als Teil der historischen Bebauung im alten Ortskern gehört das Pfarrhaus zu den Zeugnissen, an denen die ursprüngliche Eigenständigkeit von Großstädteln (1937 Eingemeindung nach Markkleeberg) ablesbar ist, hierdurch erlangt es ortsgeschichtliche Aussagekraft. Es dokumentiert weiterhin den sozialen Rang und die Lebensverhältnisse eines Pfarrers um 1900, der im gesellschaftlichen Gefüge des Ortes eine herausgehobene Stellung innehatte. Es verweist zudem auf die Bautätigkeit von Paul Lange, der seinerzeit vor allem im kirchlichen Baugeschehen von Sachsen eine wichtige Rolle spielte, hieraus und aus dem exemplarischen Wert für die Gattung Pfarrhausbau leitet sich die baugeschichtliche Bedeutung des Objektes ab. | 09256131 |
|                                         | Schule | Alte Straße 7 (Hauptstraße 212) (Karte) | Bezeichnet mit 1886                                                   | Typischer Schulbau des Historismus, Klinkerfassade, orts-, sozial- und baugeschichtliche Bedeutung. Dreigeschossig, neun Achsen, Mittelrisalit, Bruchsteinsockel, Klinkerfassade mit Klinkergliederung, Stock- und Traufgesims, Traufgesims mit Putzkonsolen, Mittelrisalit mit Freitreppe und schmiedeeisernem Gitter, Rundbogenportal, Inschriftentafel unleserlich, Datierungstafel: „AD 1886“. Haustür alt, Kellerfenstergitter, Treppenhaus, Windfangtür mit geätzten Glasscheiben, innen nicht gesehen. Mittelrisalit mit Freitreppe, eingestellte Säulen im Portal und Biforienfenster. Die Großstädtelner Schule wurde 1886 nach Plänen des Leipziger Architekten Albin Conrad errichtet, Ausführung durch Baumeister Gustav Hempel. Es handelt sich um einen dreigeschossigen Bau in Neurenaissanceformen. Die symmetrisch gegliederte Hauptfront über dem Bruchsteinsockel mit ledergelben Klinkern verkleidet, Gliederungselemente in Sandstein und roten Klinkern ausgeführt, Mittelrisalit mit Haupteingang, dieser über Freitreppe zu erreichen. Das Eingangsportal mit eingestellten Säulen, darüber das Gurtgesims aufgekröpft. Über dem Zwillingsfenster des ersten Obergeschosses Schlussstein mit Datierung „A. D. 1886“, kräftiges Traufgesims auf Konsolen, Satteldach. Zweiflüglige Eingangstür und die schmiedeeisernen Geländer der Freitreppe bauzeitlich. Der Bau ist Dokument der Schulgeschichte am Ort und im Allgemeinen deshalb von orts- und sozialgeschichtlicher Aussagekraft. Als charakteristisches Beispiel des Schulbaus seiner Zeit ist er auch bautypologisch von Zeugniswert. Zudem verweist der Schulbau auf das Schaffen des Architekten Albin Conrad, der in der Zeit um 1900 mit zahlreichen Bauten an der Bauentwicklung des Leipziger Südens beteiligt war. | 09256130 |
| Direkt Bild zu diesem Denkmal hochladen | Villa Bückel | Bahnstraße 2b (Karte)                   | Um 1900                                                               | Villenartiger, zweigeschossiger Putzbau mit Stockgesims und Traufgesims auf Konsolen, Wintergartenanbau, baugeschichtliche Bedeutung. Zweigeschossiges Wohnhaus, Bruchsteinsockel, Putzfassade mit Putzgliederung, profiliertes Stock- und Traufgesims, Traufgesims mit Konsolen, Haustür mit Vordach auf geschnitzten Stützen, Wintergartenanbau. Aus der Erbauungszeit: Fenster, Haustür, Fensterläden. | 09256125 |
| Weitere Bilder                          | Kirche und Kirchhof                                                                                                 | Hauptstraße (Karte)                     | 1880 (Kirche); 1980 (Betonglasfenster)                                | Neogotischer Bau über kreuzförmigen Grundriss, baugeschichtlich, ortsgeschichtlich, ortsbildprägend und künstlerisch von Bedeutung. Verputztes Langschiff, neogotischer Turm, auf den Grundmauer eines Kirchenbaues aus vorreformatorischer Zeit errichtet, in 1980er Jahren Renovierung und jetzige Ausstattung. 1880 nach Plänen des Kirchenbaumeisters Hugo Altendorff errichteter Kirchenbau in neugotischen Formen. Der Putzbau über kreuzförmigem Grundriss soll auf den Grundmauern seines Vorgängers stehen, Chor mit polygonalem Schluss, Westturm rechteckiger Unterbau, Glockengeschoss polygonal mit schmalen Spitzbogenöffnungen, spitze Haube. Inneres flachgedeckt, im Chor Kreuzgratgewölbe. Bei der Renovierung in 1980er Jahren Seitenemporen und Kanzel entfernt, neue Ausstattungsstücke angefertigt (Altarplatte, Taufstein, Wandverkleidung, alles aus Rochlitzer Porphyrtuff). Gestühl aus der devastierten Magdeborner Kirche. Bereits 1956 Aufstellung des von Elly-Viola Nahmmacher aus Greiz geschaffenen Kreuzes, von ihr auch Kreuzweg (1978–1980). Betonglasfenster von Glasgestalter Christof Grüger (Schönebeck), Herstellung Fa. Lehmann (Berlin-Weißensee) 1987–1990. Die neugotische Kirche Großstädteln ist ein anschauliches Zeugnis für den Kirchenbau des ausgehenden 19. Jahrhundert. Zudem verweist sie auf das Schaffen von Hugo Altendorff, der seinerzeit einer der meistbeschäftigten Kirchenbaumeister in Sachsen war. Als prägender Bestandteil des Ortes hat sie auch ortsgeschichtliche Aussagekraft und ortsbildprägende (städtebauliche) Bedeutung, hervorzuheben ist hierbei die unmittelbare Nachbarschaft von Kirche und ehem. Rittergut. Durch die neueren Ausstattungselemente eignen dem Bau weiterhin Aussagewerte zur kirchlichen Kunstentwicklung in den Zeiten der DDR, woraus sich insbesondere die künstlerische Bedeutung ableitet. | 09256137 |
| Direkt Bild zu diesem Denkmal hochladen | Villa | Hauptstraße 75 (Karte)                  | 1894–1895                                                             | Putzbau im Landhausstil mit originellem, geometrisierendem Blendfachwerk, ortsentwicklungs- und baugeschichtliche Bedeutung. Zwei Geschosse, Putzfassade, Risalite, vorne auf der linken und rechten Seite mit aufgelegtem Holzornament, im Dachgeschoss Holzverkleidung, Eingang vermutlich später und verändert, Fenster alt. Inschrift „Grüß Gott tritt ein, Bring Glück herein.“ | 09256321 |
| Direkt Bild zu diesem Denkmal hochladen | Mietshaus in offener Bebauung                                                                                       | Hauptstraße 76 (Karte)                  | 1912–1913                                                             | In Ecklage Gartenstraße, reich gestalteter Putzbau im Reformstil um 1910/15, abwechslungsreiches Erscheinungsbild durch Erker und Dachaufbauten, ortsentwicklungs- und baugeschichtliche Bedeutung. Drei Geschosse, ausgebautes Dachgeschoss im Eckbereich, drei zweigeschossige Erker, Putzfassade, im Erdgeschoss im unteren Bereich mit Putznutung, im Obergeschoss Putzgliederung (Putzspiegel zwischen den Fenstern des ersten und zweiten Obergeschosses), stukkierte Ecklisenen über Konsolen im Obergeschoss, Fachwerkgiebel im Dachgeschoss, Fledermausgauben, Stockgesims mit Kupferverblendung profiliertes Traufgesims, profilierte Fenstergewände im Erdgeschoss, unterhalb der Fenster Kupferverblendung aufwendiges Portal mit profiliertem Gewände und Kupferdach auf aufwendig reliefierten Stützen. Hölzerner Verandenanbau auf der Rückseite. Aus der Erbauungszeit: Haustür, Windfang, Steinverkleidung mit Reliefs und kassettierte Decke im Eingangsbereich, Treppenhaus, Wohnungstüren, Kellertür. | 09256305 |
| Direkt Bild zu diesem Denkmal hochladen | Mietshaus in offener Bebauung                                                                                       | Hauptstraße 84 (Karte)                  | 1898                                                                  | In Ecklage Waldstraße, späthistoristischer Putzbau mit opulenter Fassadengestaltung, Stuck- und Kunststeinelemente, Eckbetonung durch Erker mit Dachhaube, Teil der geschlossenen gründerzeitlichen Bebauung in städtebaulich wichtiger Lage, ortsentwicklungs- und baugeschichtliche Bedeutung. Drei Geschosse, 9-1-9 Achsen, ausgebautes Dachgeschoss, Eckrisalit mit aufwendiger Gestaltung, Eckbetonung durch Risalite und Eckquaderung, Sockel mit Rustika und Nutung, Erdgeschoss Putznutung mit Bänderung und Konsolkopf, Obergeschoss Putzfassade, erstes Obergeschoss mit aufwendiger Fensterverdachung, profilierte Kunststeinfenstereinfassung, profiliertes Stockgesims, Traufgesims auf Konsolen. Aus der Erbauungszeit: Haustür, Bodenfliesen im Eingangsbereich, Treppenhaus, Wohnungstüren, Außentoiletten, Kellertür, Außentreppe zu Waschhaus und Keller, Fenster alt, zwei Jalousieblenden. | 09256289 |
| Direkt Bild zu diesem Denkmal hochladen | Doppelmietshaus in offener Bebauung mit Einfriedung                                                                 | Hauptstraße 86, 88 (Karte)              | 1912                                                                  | Putzbau mit Putzgliederungen und zeittypischen stilisierten Stuckdekorationen, schmiedeeiserne Balkone in jugendstiligen Formen, ortsentwicklungs- und baugeschichtliche Bedeutung. - Doppelmietshaus: drei Geschosse, 18 Achsen, im Sockel und Erdgeschoss teilweise Klinker, Putzfassade mit Putzgliederung, Stockgesims, Eingangsportal mit aufwendiger Putzgliederung (Putznutung und Ornamentik), Schmuckfelder unterhalb der Fenster, vier schmiedeeiserne Balkone, Zwerchhaus mit stuckiertem Rundfenster - aus der Erbauungszeit: - Hausnummer 86: Haustür mit geschliffenen Fensterscheiben und Jugendstilornamentik, Bodenfliesen außen vor der Haustür, Treppenhaus, Wohnungstüren, bleiverglaste Fenster im Treppenhaus, zum Teil Jalousieblenden, „Art déco“ - Hausnummer 88: Haus- und Hoftür, Wandfliesen im Eingangsbereich, Treppenhaus, Wohnungstüren, bleiverglaste Fenster im Treppenhaus, Kellertür - Einfriedung: verputzter Sockel und -pfosten mit ruinöser Putzgliederung, Staketenzaun Datierung nach Bauakte, Architekt Julius Lanzendorf. | 09256278 |
| Direkt Bild zu diesem Denkmal hochladen | Villa | Hauptstraße 97 (Karte)                  | 1895–1896                                                             | Zeittypischer Putzbau im Landhausstil mit hölzernem Verandavorbau, straßenbildprägende Lage, ortsentwicklungs- und baugeschichtliche Bedeutung. Zwei Geschosse, ausgebautes Dachgeschoss, Mittelrisalit mit vorgesetzter Balkon auf Holzständern, Schnitzwerk, Bruchsteinsockel, Putzfassade, kleine Freitreppe, Anbau im Hof. Aus der Erbauungszeit: Windfang, geätzte Fensterscheiben im Windfang, Fenster (alt), Kellerfenstergitter. Das zweigeschossige Landhaus auf der Flur von Großstädeln wurde 1895/96 im Auftrag des Postassistenten Oscar Klug errichtet. An der Verbindungsstraße zwischen Großstädeln und dem ehemaligen Dorf Oetzsch entstanden zu dieser Zeit mehrere solcher Villen. Das Gebäude steht eingerückt auf einem sich in die Tiefe erstreckenden Gartengrundstück. Die Fassaden des über annähernd quadratischem Grundriss aufgeführten Baus sind verputzt. An der Vorder- und Rückseite sind stark vortretende Risalite ausgebildet. Das Satteldach hat einen weiten Überstand, an den Giebeln findet man das für derartige Gebäude typische Gespärre. Bestimmend für das Erscheinungsbild ist der zur Straße gerichtete Verandavorbau, ausgeführt in kunstvoller Holzarchitektur. Der Grundriss des Bauwerkes folgt einem klassischen Villenschema, bei dem die Räume um eine zentrale Diele gruppiert sind. Das Treppenhaus liegt seitlich im rückwärtigen Bereich. Als typischer Vertreter der um 1900 vielerorts in den südlich von Leipzig gelegenen, später zur Stadt Markkleeberg vereinigten Dörfern errichteten Landhausbauten ist das Gebäude bau- und ortsentwicklungsgeschichtlich von Bedeutung. Straßen mit Villenbebauung sind ein wichtiger Bestandteil Markkleebergs und prägen seinen Charakter. | 09256323 |
| Weitere Bilder                          | Mahnmal für die Opfer des Faschismus auf dem Friedhof Großstädteln                                                  | Hauptstraße 118 (Karte)                 | Um 1980                                                               | Natursteinstele mit stilisierter Fackel als Bekrönung, davor Pflanzschale und Stein mit Namensinschriften, orts- und zeitgeschichtliche Bedeutung. Gedenkstein mit Inschrift der Gefallenen und dort Begrabenen 1944/45. Sowjetischer Ehrenfriedhof, Friedhof, Sonderabteilung. In einem Gemeinschaftsgrab ruhen sieben Kriegsgefangene. Auf dem Grab Denkmal: zwischen zwei Pfeilern, gekrönt jeweils von einer Flammenschale, Gedenkmauer mit vorgesetzter Namenstafel. Material: gemauert und verputzt, Höhe insgesamt ca. 180 cm, Tafel aus Granit, errichtet 1950. | 09256749 |
| Direkt Bild zu diesem Denkmal hochladen | Schule | Hauptstraße 212 (Alte Straße 7) (Karte) | Bezeichnet mit 1886                                                   | Typischer Schulbau des Historismus, Klinkerfassade, orts-, sozial- und baugeschichtliche Bedeutung. Dreigeschossig, neun Achsen, Mittelrisalit, Bruchsteinsockel, Klinkerfassade mit Klinkergliederung, Stock- und Traufgesims, Traufgesims mit Putzkonsolen, Mittelrisalit mit Freitreppe und schmiedeeisernem Gitter, Rundbogenportal, Inschriftentafel unleserlich, Datierungstafel „AD 1886“. Haustür alt, Kellerfenstergitter, Treppenhaus, Windfangtür mit geätzten Glasscheiben, innen nicht gesehen. Mittelrisalit mit Freitreppe, eingestellte Säulen im Portal und Biforienfenster. Die Großstädtelner Schule wurde 1886 nach Plänen des Leipziger Architekten Albin Conrad errichtet, Ausführung Baumeister Gustav Hempel. Es handelt sich um einen dreigeschossigen Bau in Neurenaissanceformen. Die symmetrisch gegliederte Hauptfront über dem Bruchsteinsockel mit ledergelben Klinkern verkleidet, Gliederungselemente in Sandstein und roten Klinkern ausgeführt, Mittelrisalit mit Haupteingang, dieser über Freitreppe zu erreichen. Das Eingangsportal mit eingestellten Säulen, darüber das Gurtgesims aufgekröpft. Über dem Zwillingsfenster des ersten Obergeschosses Schlussstein mit Datierung „A. D. 1886“, kräftiges Traufgesims auf Konsolen, Satteldach. Zweiflüglige Eingangstür und die schmiedeeisernen Geländer der Freitreppe bauzeitlich. Der Bau ist Dokument der Schulgeschichte am Ort und im Allgemeinen, deshalb von orts- und sozialgeschichtlicher Aussagekraft. Als charakteristisches Beispiel des Schulbaus seiner Zeit ist er auch bautypologisch von Zeugniswert. Zudem verweist der Schulbau auf das Schaffen des Architekten Albin Conrad, der in der Zeit um 1900 mit zahlreichen Bauten an der Bauentwicklung des Leipziger Südens beteiligt war. | 09256130 |
| Weitere Bilder                          | Rittergut Großstädteln (Sachgesamtheit)                                                                             | Hauptstraße 217, 219 (Karte)            | 1676 Dendro, später überformt (Herrenhaus); 1922 (Wirtschaftsgebäude) | Sachgesamtheit Rittergut Großstädteln, mit den Einzeldenkmalen: Herrenhaus (Altendorffplatz 1) und Torhaus (Altendorffplatz 27), siehe 09256138, sowie ein an das Torhaus angebautes Wirtschaftsgebäude, Scheune und Stallgebäude als Sachgesamtheitsteile und Gutspark (Gartendenkmal); ortsgeschichtliche, baugeschichtliche, kulturgeschichtliche und landschaftsgestaltende Bedeutung. - Wirtschaftsgebäude II: im Anschluss an Wirtschaftsgebäude I (Torhaus), zweigeschossig, Werksteinsockel, verputzter Klinker, Klinkertraufgesims, Fledermausgauben im Satteldach, erbaut 1922 (Wiederaufbau nach Brand) - Scheune: steht im rechten Winkel zu Wirtschaftsgebäude II, schließt aber nicht an, zweigeschossig, Bruchsteinsockel, verputzter Klinker, Klinkertraufgesims, gehörte ursprünglich zum Gut - Stall: eingeschossig, Bruchsteinsockel, Klinker, Giebelseite verputzt, Stockgesims, Klinkertraufgesims, Ladeluke im Satteldach, verputzte Fenster- und Türgewände, innen mit Flachtonnendecke, ruinös - Garten: von der ausgedehnten Gartenanlage durch Pleißenbegradigung nur Rest um das Herrenhaus erhalten, am westlichen Rand des Gartenstücks Gewässer, Gehölzgürtel an den vier Seiten des Gartenstücks teilweise mit Parkgehölzen, die wohl aus den ehemaligen Gestaltungen stammen (Schneebeere, Stieleiche, Silberahorn, Linden, Philadelphus). | 09303568 |
| Weitere Bilder                          | Herrenhaus (Nr. 217) und Torhaus (Nr. 219), Einzeldenkmale der Sachgesamtheit 09303568                              | Hauptstraße 217, 219 (Karte)            | 1674, später überformt (Herrenhaus); um 1740 (Torhaus)                | Einzeldenkmale der Sachgesamtheit Rittergut Großstädteln; barockes Herrenhaus, historistisch überformt, Torhaus frühbarocker Bau mit imposanten Walmdach, ortsgeschichtliche, baugeschichtliche, kulturgeschichtliche und künstlerische Bedeutung. - Herrenhaus: Vierflügelanlage, zweigeschossig, elf Achsen, ausgebautes Dachgeschoss, verputzt, profiliertes Traufgesims, Eckquaderung farbig abgesetzt, Mansardwalmdach mit Fledermausgauben, Eingang durch Rundbogengiebel bekrönt, Seite erneut risalitartige Betonung durch Eckquaderung, Eingangsportal mit Doppelwappen mit Inschrift „W.V.K(ospot). – S.V.D(ieskau). 1674“, Gartenseite: 3achsiger Mittelrisalit mit Vorbau und Balkon und Freitreppe, Verandenvorbau mit kannelierten Halbsäulen, Eckpilaster, Gebälk mit Triglyphen, im Obergeschoss sind die Flügeltüren zum Balkon von Dreiecksgiebeln bekrönt und durch Rundbogen „arkardenartig“ zusammengefasst, Blendgiebel mit zwei Fenstern und seitlichen Kunststeinwangen, Gartenfassade historistischer Vorbau um 1870, Innenhof ist heute überdacht, Eingangshalle mit drei Kreuzgratgewölben, Ersterwähnung einer Burg des Conrad de Stedelen am 25. August 1289, 1720 Verkauf des Gutes an den Leipziger Handelsherren Peter Hohmann, sein Sohn Ludwig von Hohenthal baut das Herrenhaus um, heute Wabag AG und Schulungseinrichtung - Torhaus (um 1740): über der Durchfahrt zwei Geschosse, sonst drei, verputzt, Stock- und Traufgesims, Walmdach, Rundbogendurchfahrten, ursp. vermutlich rechteckig, in der Durchfahrt Fachwerkkonstruktion mit Lehm verputzt, im unteren Bereich eine Klinkermauer vorgesetzt, hofseitig fünf Achsen, zwei zugesetzte Fenster, im Erdgeschoss Fenster entstellend vergrößert - Wirtschaftsgebäude I: schließt unmittelbar an das Torhaus an, auf der Ecke halbrund vorspringend, zweigeschossig, fünf Achsen, verputzt, profiliertes Traufgesims, Satteldach, im Schlussstein des Haustürgewände bezeichnet mit 1823, Haustür alt | 09256138 |
| Direkt Bild zu diesem Denkmal hochladen | Villa | Hauptstraße 245 (Karte)                 | 1896–1897                                                             | Putzbau im Landhausstil, Klinkerelemente und Zierfachwerk, straßenseitig Seitenrisalit mit überdachtem Holzbalkon, ortsentwicklungs- und baugeschichtliche Bedeutung. Ehemals Villa, zweigeschossig, ausgebautes Dachgeschoss, Bruchsteinsockel, Putzfassade mit Klinkergliederung, Stockgesims, Fachwerk im Giebelbereich, Seitenrisalit mit Giebel und Verandenvorbau mit aufwendig geschnitztem Dach im ersten Obergeschoss, zweigeschossiger polygonaler Anbau mit ehemalig aufgesetztem Balkon (heute Wintergarten), Windfanganbau, Vordach neu, vorkragendes Dach auf geschnitzten Sparren, Landhausstil. Original: Haustür, Windfangtür, Fenster zum Teil. | 09256127 |
| Direkt Bild zu diesem Denkmal hochladen | Kriegerdenkmal für die Gefallenen des Ersten Weltkriegs und Grabstätte der Familie Weiss auf dem Friedhof Gaschwitz | Hauptstraße 275 (Karte)                 | Um 1890 und 1900                                                      | Kriegerdenkmal Monolith auf Sockelstein, unter dem Inschriftenfeld Baumstumpfrelief, Grabmal Weiss mit Obelisk und schmiedeeiserner Einfriedung, orts- und kulturgeschichtliche Bedeutung | 09256708 |

## Ehemalige Kulturdenkmale
| Bild                                    | Bezeichnung                                                                                             | Lage                    | Datierung                        | Beschreibung | ID |
| --------------------------------------- | --- | ----------------------- | -------------------------------- | --- | -- |
| Direkt Bild zu diesem Denkmal hochladen | Mietshaus                                                                                               | Hauptstraße 130 (Karte) | Um 1900                          | Zweigeschossiges Mietshaus in offener Bebauung, im Landhausstil mit Putz-Klinkerfassade, Eckrisaliten und reicher Ausstattung wie geätzten Fensterscheiben und Bodenfliesen am Eingang. Zwischen 2000 und 2009 abgerissen. |    |
| Direkt Bild zu diesem Denkmal hochladen | Scheune                                                                                                 | Hauptstraße 205 (Karte) | 2. Hälfte 19. Jahrhundert        | Große Scheune der alten Försterei, originaler Dachstuhl mit Fledermausgauben |    |
|                                         | Ehemaliges Gemeindeamt                                                                                  | Hauptstraße 210 (Karte) | 19. Jahrhundert                  | Ehemals Gemeindeamt, ländliches Wohnhaus mit Putzfassade im Erdgeschoss und verbreitertem Obergeschoss, Schopfwalmdach und originale Fenstergliederung                                                                     |    |
|                                         | Wohnhaus, drei Ställe, Einfriedung und Hofpflasterung einer Hofanlage                                   | Hauptstraße 218 (Karte) | 2. Hälfte 18. Jahrhundert / 1880 | Ländliches Wohnhaus mit Schopfwalmdach und originaler Fenstergliederung, ein Stall mit Klinkerfassade |    |
| Direkt Bild zu diesem Denkmal hochladen | Alter Friedhof, Friedhofsmauer mit eingelassenen Grabplatten und Grabstätte mit Gruft der Familie Weiss | Hauptstraße 271 (Karte) | Um 1890 / 1900                   | Grabstätte weiterhin geschützt unter ID 09256708 |    |

## Tabellenlegende
- Bild: Bild des Kulturdenkmals, ggf. zusätzlich mit einem Link zu weiteren Fotos des Kulturdenkmals im Medienarchiv Wikimedia Commons. Wenn man auf das Kamerasymbol klickt, können Fotos zu Kulturdenkmalen aus dieser Liste hochgeladen werden:
- Bezeichnung: Denkmalgeschützte Objekte und ggf. Bauwerksname des Kulturdenkmals
- Lage: Straßenname und Hausnummer oder Flurstücknummer des Kulturdenkmals. Die Grundsortierung der Liste erfolgt nach dieser Adresse. Der Link (Karte) führt zu verschiedenen Kartendiensten mit der Position des Kulturdenkmals. Fehlt dieser Link, wurden die Koordinaten noch nicht eingetragen. Sind diese bekannt, können sie über ein Tool mit einer Kartenansicht einfach nachgetragen werden. In dieser Kartenansicht sind Kulturdenkmale ohne Koordinaten mit einem roten bzw. orangen Marker dargestellt und können durch Verschieben auf die richtige Position in der Karte mit Koordinaten versehen werden. Kulturdenkmale ohne Bild sind an einem blauen bzw. roten Marker erkennbar.
- Datierung: Baubeginn, Fertigstellung, Datum der Erstnennung oder grobe zeitliche Einordnung entsprechend des Eintrags in der sächsischen Denkmaldatenbank
- Beschreibung: Kurzcharakteristik des Kulturdenkmals entsprechend des Eintrags in der sächsischen Denkmaldatenbank, ggf. ergänzt durch die dort nur selten veröffentlichten Erfassungstexte oder zusätzliche Informationen
- ID: Vom Landesamt für Denkmalpflege Sachsen vergebene, das Kulturdenkmal eindeutig identifizierende Objekt-Nummer. Der Link führt zum PDF-Denkmaldokument des Landesamtes für Denkmalpflege Sachsen. Bei ehemaligen Kulturdenkmalen können die Objektnummern unbekannt sein und deshalb fehlen bzw. die Links von aus der Datenbank entfernten Objektnummern ins Leere führen. Ein ggf. vorhandenes Icon  führt zu den Angaben des Kulturdenkmals bei Wikidata.